# Costa-ricanische Fußballnationalmannschaft
Die costa-ricanische Fußballnationalmannschaft, auch Los Ticos genannt, ist das Auswahlteam der Federación Costarricense de Fútbol. Costa Rica stellt die erfolgreichste Nationalmannschaft Zentralamerikas. Bislang konnte sie sich für die sechs Fußball-Weltmeisterschaften 1990, 2002, 2006, 2014, 2018 und 2022 qualifizieren. Zweimal überstand sie dabei die Gruppenphase. 1990 erreichte sie in einer Vorrundengruppe als Zweiter hinter Brasilien das Achtelfinale. 2014 gelang mit dem Einzug ins Viertelfinale der bislang größte Erfolg bei einer WM-Teilnahme. Daneben gewann Costa Rica dreimal (1963, 1969, 1989) das nordamerikanische Kontinentalturnier CONCACAF Nations Cup und ist mit acht Siegen Rekordmeister der Zentralamerikameisterschaft.

## Teilnahme an Weltmeisterschaften

### Weltmeisterschaft 1990 in Italien
Die Weltmeisterschaft 1990 in Italien war die erste, an der die costa-ricanische Nationalmannschaft teilnahm. Zugleich war das Erreichen des Achtelfinals nach Siegen gegen Schweden (2:1) und Schottland (1:0) bis zur Weltmeisterschaft 2014 in Brasilien der größte Erfolg, den die Nationalmannschaft jemals erreichte. Im Achtelfinale verlor Costa Rica allerdings mit 1:4 gegen die ČSFR und schied aus dem Turnier aus.
- Statistik

### Weltmeisterschaft 2002 in Südkorea und Japan
Die Weltmeisterschaft 2002 bedeutete die zweite WM-Teilnahme für die costa-ricanische Nationalmannschaft. Im Auftaktspiel besiegten die Costa-Ricaner China mit 2:0, was auch zunächst die Tabellenführung der Vorrundengruppe C brachte, da Brasilien am Vortag die Türkei nur mit 2:1 besiegt hatte. Im zweiten Spiel trennte sich Costa-Rica vom späteren Dritten Türkei mit 1:1.
Da Brasilien vortags China mit 4:0 besiegt hatte, benötigte Costa Rica im letzten Gruppenspiel mindestens ein Unentschieden, um sicher weiterzukommen. Das Spiel gegen den späteren Gruppensieger und Weltmeister Brasilien, der zu dem Zeitpunkt bereits vorzeitig für das Achtelfinale qualifiziert war, ging jedoch mit 2:5 verloren. Da die Türkei parallel ihr Spiel gegen China mit 3:0 gewann, schied Costa Rica aufgrund des schlechteren Torverhältnisses als Dritter der Gruppe C aus.
- Statistik

### Weltmeisterschaft 2006 in Deutschland
Die Qualifikation zur Weltmeisterschaft 2006 verlief für Costa Rica insgesamt sehr mühevoll und durchwachsen. So konnte sich die Nationalmannschaft in der ersten Runde nur knapp gegen Kuba durchsetzen. Darauf folgte in der zweiten Runde nach einem Start mit zwei Niederlagen in die Gruppenphase der Gruppensieg mit 10 von 18 möglichen Punkten. Die Qualifikation gelang dann in der dritten Runde in der Gruppe mit den letzten verbliebenen sechs Teams durch den dritten Platz und 16 von 30 möglichen Punkten.
Costa Rica spielte in der ersten Partie der Weltmeisterschaftsendrunde, dem Eröffnungsspiel, am 9. Juni 2006 in München gegen die deutsche Fußballnationalmannschaft und verlor dieses Spiel mit 2:4. Costa Rica konnte zwar die wenigen Torchancen nutzen (beide Tore erzielte Paulo Wanchope), fand sich aber ansonsten, insbesondere in der Anfangsphase des Spiels, nur vor dem eigenen Tor wieder.
Auch das nächste Gruppenspiel gegen Ecuador ging mit 0:3 verloren. Bereits früh geriet Costa Rica in Rückstand, während sie das eigene Spiel nicht entfalten konnten. Diese Niederlage bedeutete das vorzeitige Ausscheiden Costa Ricas, das nun unaufholbare sechs Punkte Rückstand auf den Gruppenzweiten Deutschland hatte.
Das letzte, bedeutungslose Spiel gegen das ebenfalls ausgeschiedene Polen ging 1:2 verloren. Costa Rica schied nach der Vorrunde als Vierter und somit Gruppenletzter der Gruppe A mit sechs Punkten Rückstand auf den für das Achtelfinale qualifizierenden zweiten Platz aus dem Turnier aus (3 Spiele, 3 Niederlagen, 3:9 Tore, 0 Punkte).
- Statistik

### Weltmeisterschaft 2010 in Südafrika
Im Rahmen der Qualifikation zur Fußball-Weltmeisterschaft 2010 in Südafrika traf das Team in der zweiten Runde der CONCACAF-Zone auf Grenada. Das Hinspiel in St. George’s (Grenada) endete 2:2, das Rückspiel fand am 21. Juni in San José statt und wurde mit 3:0 gewonnen. Somit zog Costa Rica in die dritte Runde ein. Hier traf die Mannschaft auf Haiti, El Salvador und Suriname. Die Gruppe wurde souverän mit 18 von 18 möglichen Punkten auf Platz 1 abgeschlossen. Costa Rica gewann alle Spiele und erreichte ein Torverhältnis von 20:3. Höhepunkt war der 7:0-Sieg gegen Suriname in San José am 6. September 2008.
Am 11. Februar 2009 startete die costa-ricanische Nationalmannschaft in die vierte und letzte Runde, in der sie auf Honduras, El Salvador, Trinidad & Tobago, USA und Mexiko traf. Dort belegte Costa Rica auf Grund der schlechteren Tordifferenz gegenüber Honduras den vierten Platz und traf in zwei Relegationsspielen auf Uruguay. Im Hinspiel verlor Costa Rica zunächst mit 0:1, konnte im Rückspiel nur ein 1:1 erzielen und sich damit nicht für die WM qualifizieren.

### Weltmeisterschaft 2014 in Brasilien
Am 10. September 2013 qualifizierte sich Costa Rica vorzeitig für die WM 2014. Gegner auf dem Weg nach Brasilien waren Honduras, Jamaika, Mexiko, Panama und die USA. In der Gruppenphase der Endrunde setzte sich Costa Rica in einer anspruchsvollen Gruppe überraschenderweise gegen drei ehemalige Weltmeisternationen durch. Nach Siegen gegen Uruguay (3:1) und Italien (1:0) erreichte die costa-ricanische Auswahl erstmals seit 1990 das Achtelfinale; dank eines 0:0 im letzten Spiel der Gruppenphase gegen England gelang sogar der Gruppensieg.
Im Achtelfinale spielte Costa Rica erstmals gegen Griechenland. Die Mannschaft ging zunächst durch Bryan Ruiz in der 52. Minute mit 1:0 in Führung, spielte nach einer gelb-roten Karte gegen Óscar Duarte in der 66. Minute in Unterzahl und musste in der Nachspielzeit den 1:1-Ausgleich durch Sokratis hinnehmen. Nach torloser Verlängerung gewann Costa Rica im Elfmeterschießen mit 5:3. Im anschließenden Viertelfinale gegen die Niederlande ging es nach einem 0:0 nach 120 Minuten ins Elfmeterschießen, in dem Ruiz und Umaña jeweils verschossen, während alle Niederländer trafen. Die Qualifikation für die Runde der besten Acht bedeutete das erfolgreichste Abschneiden bei einer Weltmeisterschaftsendrunde in Costa Ricas Geschichte.
- Statistik

### Weltmeisterschaft 2018 in Russland
In der Qualifikation war Costa Rica für die vierte Runde der Konföderation Nord-, Mittelamerika und Karibik gesetzt. Mit fünf Siegen und einem Unentschieden konnten die Ticos die Gruppe B für sich entscheiden. In der fünften Runde belegte die Mannschaft mit vier Siegen, vier Unentschieden und zwei Niederlagen den zweiten Platz hinter Mexiko und qualifizierte sich damit für die WM 2018. Beim Turnier in Russland schied Costa Rica nach zwei Niederlagen ohne eigenes Tor bereits vor dem dritten Gruppenspiel aus dem Turnier aus. Einer 0:1-Auftaktniederlage gegen Serbien folgte ein 0:2 gegen Brasilien mit zwei späten Gegentoren in der Nachspielzeit. Im letzten Spiel der Vorrunde gelang gegen die Schweiz mit einem 2:2 der erste Punktgewinn. Das einzige eigene Tor der Costa Ricaner im Turnier zum zwischenzeitlichen 1:1-Ausgleich schoss Kendall Waston. Der späte 2:2-Ausgleich fiel durch ein Eigentor des Schweizer Torhüters Yann Sommer.
- Statistik

### Weltmeisterschaft 2022 in Katar
In der Qualifikation der Konföderation Nord-, Mittelamerika und Karibik war Costa Rica in der dritten Runde gesetzt. Es belegte dort mit sieben Siegen, vier Unentschieden und drei Niederlagen den vierten von acht Plätzen und qualifizierte sich somit nicht direkt für die WM 2022, sondern für ein interkontinentales Playoff-Spiel. Dieses Spiel gegen Neuseeland gewann Costa Rica für sich und qualifizierte sich somit für die WM 2022 in Katar. In der Gruppenphase folgten einer 0:7-Auftaktniederlage gegen Spanien im zweiten Gruppenspiel ein 1:0-Sieg gegen Japan und dritten Spiel eine 2:4-Niederlage gegen Deutschland, weswegen Costa Rica in der Vorrunde scheiterte.
- Statistik

## Turniere

### Weltmeisterschaft
| Jahr | Gastgeberland  | Teilnahme bis …    | Letzte(r) Gegner            | Ergebnis | Trainer              | Bemerkungen und Besonderheiten |
| ---- | -------------- | ------------------ | --------------------------- | -------- | -------------------- | --- |
| 1930 | Uruguay        | nicht teilgenommen |                             |          |                      | |
| 1934 | Italien        | nicht teilgenommen |                             |          |                      | |
| 1938 | Frankreich     | nicht teilgenommen |                             |          |                      | |
| 1950 | Brasilien      | nicht teilgenommen |                             |          |                      | |
| 1954 | Schweiz        | zu spät angemeldet |                             |          |                      | Anmeldung durch die FIFA abgelehnt |
| 1958 | Schweden       | nicht qualifiziert |                             |          |                      | In der Qualifikation in der 2. Runde an Mexiko gescheitert |
| 1962 | Chile          | nicht qualifiziert |                             |          |                      | In der Qualifikation in der 2. Runde an Mexiko gescheitert |
| 1966 | England        | nicht qualifiziert |                             |          |                      | In der Qualifikation in der 2. Runde an Mexiko gescheitert. |
| 1970 | Mexiko         | nicht qualifiziert |                             |          |                      | In der Qualifikation in der 1. Runde an Honduras gescheitert. |
| 1974 | Deutschland    | nicht qualifiziert |                             |          |                      | In der Qualifikation in der 1. Runde an Honduras gescheitert. |
| 1978 | Argentinien    | nicht qualifiziert |                             |          |                      | In der Qualifikation in der 1. Runde an Guatemala und El Salvador gescheitert. |
| 1982 | Spanien        | nicht qualifiziert |                             |          |                      | In der Qualifikation in der 1. Runde an Honduras und El Salvador gescheitert. |
| 1986 | Mexiko         | nicht qualifiziert |                             |          |                      | In der Qualifikation in der Endrunde an Kanada gescheitert. |
| 1990 | Italien        | Achtelfinale       | ČSSR                        | 13.      | Bora Milutinović     | In der Vorrunde Siege gegen Schweden und Schottland sowie eine Niederlage gegen Brasilien |
| 1994 | USA            | nicht qualifiziert |                             |          |                      | In der Qualifikation in der 2. Runde an Mexiko und Honduras gescheitert, das sich ebenfalls nicht qualifizieren konnte. |
| 1998 | Frankreich     | nicht qualifiziert |                             |          |                      | In der Qualifikation in der Finalrunde an Jamaika, Mexiko und den USA gescheitert. |
| 2002 | Südkorea/Japan | Vorrunde           | Brasilien, China, Türkei    | 19.      | Alexandre Guimarães  | Ein Sieg gegen China, eine Niederlage gegen Brasilien und ein Remis gegen die Türkei |
| 2006 | Deutschland    | Vorrunde           | Deutschland, Ecuador, Polen | 31.      | Alexandre Guimarães  | Eröffnungsspiel gegen Gastgeber Deutschland (2:4), 0:3 gegen Ecuador und 1:2 gegen Polen |
| 2010 | Südafrika      | nicht qualifiziert |                             |          |                      | In der Qualifikation in den Interkontinental-Playoffs an Uruguay gescheitert. |
| 2014 | Brasilien      | Viertelfinale      | Niederlande                 | 8.       | Jorge Luis Pinto     | In der Gruppenphase der Endrunde traf Costa Rica erstmals bei einer WM auf England, Uruguay und Italien. Costa Rica zog als Sieger der Gruppe D ins Achtelfinale ein. Dort gewannen sie im Elfmeterschießen gegen Griechenland. Im Viertelfinale ging es ebenfalls ins Elfmeterschießen, welches anders als das Achtelfinale allerdings gegen die Niederlande verloren wurde. |
| 2018 | Russland       | Vorrunde           | Brasilien, Schweiz, Serbien |          | Óscar Ramírez        | Zwei Niederlagen gegen Serbien und Brasilien sowie ein Unentschieden gegen die Schweiz |
| 2022 | Katar          | Vorrunde           | Spanien, Japan, Deutschland |          | Luis Fernando Suárez | In der Vorrunde folgten einer 0:7-Niederlage gegen Spanien ein 1:0-Sieg gegen Japan und eine 2:4-Niederlage gegen Deutschland. |

### CONCACAF Nations Cup
- 1963 – Sieger
- 1965 – 3. Platz
- 1967 – nicht qualifiziert
- 1969 – Sieger
- 1971 – 3. Platz
- 1973 – nicht qualifiziert
- 1977 – nicht qualifiziert
- 1981 – nicht qualifiziert
- 1985 – 3. Platz
- 1989 – Sieger

### CONCACAF Gold Cup
- 1991 – 4. Platz
- 1993 – 3. Platz
- 1996 – nicht qualifiziert
- 1998 – Vorrunde
- 2000 – Viertelfinale
- 2002 – 2. Platz
- 2003 – 4. Platz
- 2005 – Viertelfinale
- 2007 – Viertelfinale
- 2009 – Halbfinale
- 2011 – Viertelfinale
- 2013 – Viertelfinale
- 2015 – Viertelfinale
- 2017 – Halbfinale
- 2019 – Viertelfinale
- 2021 – Viertelfinale
- 2023 – Viertelfinale

### Fußball-Mittelamerikameisterschaft

#### UNCAF Nations Cup
- 1991 – Sieger
- 1993 – 2. Platz
- 1995 – 4. Platz
- 1997 – Sieger
- 1999 – Sieger
- 2001 – 2. Platz
- 2003 – Sieger
- 2005 – Sieger
- 2007 – Sieger
- 2009 – 2. Platz

#### Copa Centroamericana
- 2011 – 2. Platz
- 2013 – Sieger
- 2014 – Sieger
- 2017 – 4. Platz

### CONCACAF Nations League
- 2019-2021: 4. Platz
- 2022/23: 2. Platz Gruppe A2
- 2023/24: Viertelfinale
- 2024/25: Viertelfinale

### Copa América
Costa Rica nahm 1997 erstmals als Gastmannschaft an der Copa América teil, schied aber in der Vorrunde aus. Danach wurde man noch dreimal eingeladen, zuletzt 2011 als Ersatz für die japanische Mannschaft, die nach dem Erdbeben und der Reaktorkatastrophe von Fukushima abgesagt hatte.
- 1997: Vorrunde
- 2001: Viertelfinale
- 2004: Viertelfinale
- 2011: Vorrunde (als schlechtester Gruppendritter ausgeschieden)
- 2016: Vorrunde (Copa América Centenario)
- 2024: Vorrunde

## Aktueller Kader
Für den Kader bei der Fußball-Weltmeisterschaft 2022, siehe:
| Tor                  | Keylor Navas      | Paris Saint-Germain  | 15. Dez. 1986 | 106 | 0  |
| Tor                  | Aarón Cruz        | CD Saprissa          | 25. Mai 1991  | 001 | 0  |
| Tor                  | Leonel Moreira    | LD Alajuelense       | 4. Apr. 1990  | 022 | 0  |
| Abwehr               | Juan Pablo Vargas | Millonarios FC       | 6. Juni 1995  | 004 | 0  |
| Abwehr               | Keysher Fuller    | CS Herediano         | 12. Juli 1994 | 022 | 02 |
| Abwehr               | Óscar Duarte      | UD Levante           | 3. Juni 1998  | 066 | 03 |
| Abwehr               | Bryan Oviedo      | FC Kopenhagen        | 18. Feb. 1990 | 067 | 02 |
| Abwehr               | Francisco Calvo   | San José Earthquakes | 8. Juli 1992  | 067 | 07 |
| Abwehr               | Ian Lawrence      | LD Alajuelense       | 18. Mai 2002  | 000 | 0  |
| Abwehr               | Kendall Waston    | CD Saprissa          | 1. Jan. 1988  | 052 | 06 |
| Abwehr               | Daniel Chacón     | CS Cartaginés        | 11. Apr. 2001 | 000 | 0  |
| Abwehr               | Carlos Martínez   | AD San Carlos        | 30. März 1999 | 000 | 0  |
| Mittelfeld           | Carlos Mora       | LD Alajuelense       | 18. März 2001 | 000 | 0  |
| Mittelfeld           | Celso Borges      | LD Alajuelense       | 27. Mai 1988  | 145 | 24 |
| Mittelfeld           | Jewison Bennette  | CS Herediano         | 15. Juni 2004 | 003 | 0  |
| Mittelfeld           | Bryan Ruiz        | LD Alajuelense       | 18. Aug. 1985 | 137 | 28 |
| Mittelfeld           | Gerson Torres     | CS Herediano         | 28. Aug. 1997 | 005 | 01 |
| Mittelfeld           | Orlando Galo      | CS Herediano         | 11. Aug. 2000 | 004 | 0  |
| Mittelfeld           | Yeltsin Tejeda    | CS Herediano         | 17. März 1992 | 064 | 0  |
| Mittelfeld           | Brandon Aguilera  | AD Guanacasteca      | 28. Juni 2003 | 000 | 0  |
| Sturm                | Anthony Contreras | AD Guanacasteca      | 29. Jan. 2000 | 001 | 0  |
| Sturm                | Johan Venegas     | LD Alajuelense       | 27. Nov. 1988 | 072 | 11 |
| Sturm                | Joel Campbell     | CF Monterrey         | 26. Juni 1992 | 109 | 23 |
| Stand: 13. Juni 2022 |                   |                      |               |     |    |

## Rekordspieler
Stand: 22. Januar 2025
| Rekordspieler | Rekordspieler   | Rekordspieler | Rekordspieler | Rekordspieler |
| Spiele        | Spieler         | Position      | Zeitraum      | Tore          |
| ------------- | --------------- | ------------- | ------------- | ------------- |
| 163 (159)     | Celso Borges    | Mittelfeld    | 2008–aktiv    | 27 (24)       |
| 148 (142)     | Joel Campbell   | Angriff       | 2011–aktiv    | 27 (25)       |
| 147 (145)     | Bryan Ruiz      | Angriff       | 2005–aktiv    | 29            |
| 137 (135)     | Walter Centeno  | Mittelfeld    | 1995–2009     | 24 (23)       |
| 128 (126)     | Luis Marín      | Abwehr        | 1993–2006     | 5             |
| 114 (113)     | Keylor Navas    | Tor           | 2008–2024     | 0             |
| 113 (111)     | Rolando Fonseca | Angriff       | 1992–2008     | 47 (46)       |
| 112 (109)     | Álvaro Saborío  | Angriff       | 2002–2021     | 36 (34)       |
| 110 (109)     | Mauricio Solís  | Mittelfeld    | 1993–2006     | 6             |
| 102 (<100)    | Francisco Calvo | Abwehr        | 2011–         | 14 (11)       |
| 102           | Michael Umaña   | Abwehr        | 2004–2017     | 1             |
| 101 (98)      | Harold Wallace  | Abwehr        | 1995–2009     | 3             |

1. 1 2  rsssf.org: Costa Rica – Record International Players
2. ↑  Inkl. Spiele und Tore gegen Französisch-Guyana, Guadeloupe, Martinique, Saint Martin und Sint Maarten, die zwar Mitglied der CONCACAF, aber nicht Mitglied der FIFA sind und daher von der FIFA nicht berücksichtigt werden. (Von der FIFA anerkannte Spiele und Tore in Klammern, wenn abweichend.)

## Trainer
- Bora Milutinović (1989–1991)
- Gílson Nunes (2000–2001)
- Alexandre Guimarães (2001–2002)
- Rodrigo Kenton (2002)
- Steve Sampson (2003–2004)
- Jorge Luis Pinto (2004–2005)
- Alexandre Guimarães (2005–2006)
- Carlos Watson (2006)
- Hernán Medford (2006–2008)
- Rodrigo Kenton (2008–2009)
- René Simões (2009)
- Rónald González (2010)
- Ricardo La Volpe (2010–2011)
- Rónald González (2011)
- Jorge Luis Pinto (2011–2014)
- Paulo Wanchope (2014–2015)
- Óscar Ramírez (2015–2018)
- Rónald González (2018)
- Gustavo Matosas (2018–2019)
- Douglas Sequeira (2019)
- Rónald González (2019–2021)
- Luis Fernando Suárez (2021–2023)
- Claudio Vivas (2023)
- Gustavo Alfaro (2023–2024)
- Claudio Vivas (2024)
- Miguel Herrera (seit 2025)

## Länderspiele gegen deutschsprachige Fußballnationalmannschaften
|    | Datum      | Ort                 | Heimmannschaft | Resultat | Gastmannschaft | Spielart           |
| -- | ---------- | ------------------- | -------------- | -------- | -------------- | ------------------ |
| 1. | 20.08.2003 | Wien                | Österreich     | 2:0      | Costa Rica     | Freundschaftsspiel |
| 2. | 09.06.2006 | München             | Deutschland    | 4:2      | Costa Rica     | WM 2006            |
| 3. | 02.09.2006 | Lancy               | Österreich     | 2:2      | Costa Rica     | Freundschaftsspiel |
| 4. | 06.09.2006 | Lancy               | Schweiz        | 2:0      | Costa Rica     | Freundschaftsspiel |
| 5. | 01.06.2010 | Sitten              | Schweiz        | 0:1      | Costa Rica     | Freundschaftsspiel |
| 6. | 27.06.2018 | Nischni Nowgorod () | Schweiz        | 2:2      | Costa Rica     | WM 2018            |
| 7. | 01.12.2022 | al-Chaur ()         | Costa Rica     | 2:4      | Deutschland    | WM 2022            |

Bisher gab es keine Begegnungen gegen Liechtenstein.
Alle Spiele: Liste der Länderspiele der costa-ricanischen Fußballnationalmannschaft